# Alue Panah
Alue Panah is een bestuurslaag in het regentschap Aceh Utara van de provincie Atjeh, Indonesië. Alue Panah telt 207 inwoners (volkstelling 2010).